# Львовская иезуитская коллегия
Льво́вская иезуи́тская колле́гия — высшее католическое учебное заведение, существовавшее с 1608 года во Львове (Речь Посполитая), на основе которого был основан Львовский университет. Датой прекращения существования Львовской иезуитской коллегии считается 20 января 1661, когда своим указом польский король Ян Казимир присвоил иезуитской коллегии статус академии и «титул университета». Формальное подтверждение прав академии и университета последовало в 1758—1759.

## История
Мартин Латерна в 1591 году получил номинацию настоятеля монастыря во Львове. При повторном внедрении 1591 года иезуитов во Львов стал начальником новозаложенного монастыря (29 апреля). Во время своей каденции в 1591—1595 годах не смог начать строительство здания иезуитского коллегиума из-за нежелания содействовать этому в основном выпускников Краковского университета.
Эльжбета Луция Сенявская в 1597, 1603, 1605 годах предоставила несколько тысяч злотых для Львовского коллегиума иезуитов. Генерал иезуитов Аквавива дипломом от 21 ноября 1610 года предоставил ей титул основательницы коллегиума.
В 1635—1638 годах ректором был Миколай Оборский.
В 1673 году, с разрешения Папы Юлия III, Генерал ордена иезуитов Павел Олива предоставил коллегии право присваивать научные степени по богословие и философии. В 1758 году благодаря поддержке львовского католического архиепископа Вацлава Сераковского, король Август III снова предоставил Львовской коллегии статус академии, a Папа Климент XIII подтвердил его в 1759 году. Однако это вызвало сопротивление Краковского университета и долгие споры за академические права. В результате с 1764 года львовские иезуиты перестали присваивать учёные степени.
11 августа 1734 году сильный пожар уничтожил коллегиум. В частности, по сведениям Анджея Залусского, из 17000 томов книг уцелели немногие.

## Здание
Здание иезуитской коллегии сохранилось в центре города, на улице Театральной, 15. Это пример учебного заведения эпохи позднего барокко. С востока здание примыкает к костелу иезуитов, тыльный фасад выходит на проспект Свободы. Архитектор — Павел Счастливый.
Дом коллегии сооружался одновременно с костёлом в начале XVII века. Капитальная перестройка была проведена в 1723 году, затем в 1782 году проводилась перестройка, в 1958—1960 реставрация. Сооружение возведено из камня, оно оштукатурено, выполнено в трёх этажах, стоит на высоком цоколе. Закрытый внутренний двор соединяется с улицей Театральной через проезд. Общий план здания приближен к квадрату.
Фасад с улицы Театральной расчленён на три горизонтальных яруса карнизами, по вертикали — пилястрами. Композиция фасада асимметричная. Арка проезда сдвинута ближе к левому краю фасадной стены, портал украшено рельефами, резными в камне, и рустикацией. Над порталом установлен барочный фронтон. Окна прямоугольной формы и с полукруглыми завершениями, в профилированных обрамлениях.
Внутренняя планировка — коридорного типа. В интерьере сохранились фрагменты росписей XVIII века, раскрытые в 1960 году. На стене бывшей Иезуитской коллегии в 1995 году установлена мемориальная доска в честь Богдана Хмельницкого, который учился в этом учреждении в начале XVII столетия (автор Кудлаенко).
До 1939 года здесь размещалась польская школа имени Мицкевича, в 1946—1947 — педагогическая школа, с 1947 года педагогическое училище. Сейчас оно принадлежит средней школе № 62 с украинским языком обучения.